# بيفرلي هال
بيفرلي هال (بالإنجليزية: Beverly Hall)‏ هي أكاديمية جامايكية، ولدت في 7 يوليو 1946 في مونتيغو باي في جامايكا، وتوفيت في 2 مارس 2015 بسبب سرطان الثدي.